# Abu Zaid
Abu Zaid (fuldstændigt navn: Ahmad Nasser Eid Abdullah Al-Fajri Al-Azimi også kaldt Abu Zaid Al-Kuwaiti, Abu Omar Al-Kuwaiti og Abu Dzeit; (død 16. februar 2005) var en kuwaitisk islamistisk al-Qaeda terrorist og jihadist aktiv først i Afghanistan og senere i den russiske republik Tjetjenien og bredere i det nordlige Kaukasus.
Abu Zaid arbejdede som skuespiller i et kuwaitisk børneprogram på TV indtil han opdagede religion og startede som imam ved Safwan Bin Omayah moskeen i Kuwait City. Han blot dog hurtigt fyret for ulovligt at have indsamlet donationer fra moskeens brugere. I 1998 tog han til Afghanistan hvor han sandsynligvis trænede i al-Qaeda træningslejren al-Faroog nær Kandahar. I oktober 1999 fortsatte han videre til Tjetjenien.
Den 16. februar 2005 sprængte Abu Zaid sig selv i luften efter at være blevet omringet af russiske specialstyrker i hans tilholdssted i Ingusjien. Han var mistænkt for talrige terrorangreb, inklusive terrorangrebet med en skole i Beslan i 2004.
Abu Zaid var gift med en tjetjensk kone, med hvem han havde to børn. Derudover havde han, ifølge andre tilbageholdte jihadister, et homoseksuelt forhold til den anden terrorist Magomed Khashiev.